# 熊谷市雄
熊谷 市雄（くまがい いちお、1928年〈昭和3年〉5月6日 - 2024年〈令和6年〉8月2日）は、日本の政治家。
大和町鶴巣農業協同組合代表理事組合長、宮城県農業協同組合長会会長、衆議院議員（2期）、環境大臣政務官、農林水産大臣政務官などを歴任。

## 概要
宮城県黒川郡大和町出身。大和町鶴巣農業協同組合の組合長を務めるとともに、宮城県農業協同組合長会の会長を兼任した。また、宮城県農業協同組合政治連盟の会長や全国農業者農政運動組織協議会の副会長なども務めた。その後、衆議院議員を2期務め、第2次森改造内閣（中央省庁再編後）で環境大臣政務官に就任し、第1次小泉第1次改造内閣では農林水産大臣政務官に就任した。

## 来歴

### 生い立ち
1928年に生まれ、宮城県にて育った。生家は農家である。幼いころに母を亡くし、以来、三兄弟の長男として一家を支えた。宮城県黒川農学校にて農学を修得し、卒業後は農業に従事した。また、青年団や農業協同組合の青年部の結成に携わるなど、地元での社会活動にも積極的に取り組んだ。1965年から1970年にかけては、大和町公民館の館長を務めている。その際、最寄の公民館が遠過ぎて利用できない地域の住民のために「移動公民館」を考案し、のちにこの取り組みが評価され文部大臣賞を受賞している。

### JAでの活動
1960年、30代にして大和町鶴巣農業協同組合の理事に就任した。1990年には大和町鶴巣農業協同組合の組合長に就任し、以来、1996年まで組合長として同組合の舵取りを担った。また、1995年には、宮城県農業協同組合長会の会長に就くとともに、宮城県農業協同組合政治連盟の会長も兼任することとなった。こちらの役職も、双方とも1996年まで務めた。また、1995年には、宮城県農業協同組合政治連盟の上位団体にあたる全国農業者農政運動組織協議会にて、副会長に就任している。1998年まで副会長を務め、それ以降は全国農業者農政運動組織協議会の常任顧問として活動している。

### 政治活動

#### 森政権
1996年、第41回衆議院議員総選挙では比例東北ブロックから自由民主党公認で立候補し、初当選を果たした。2000年には、第42回衆議院議員総選挙で再び比例東北ブロックから立候補し、2度目の当選を果たした。翌年、中央省庁再編にともない第2次森改造内閣（中央省庁再編後）が成立し、熊谷は新設された役職である環境大臣政務官に就任した。
アメリカ合衆国の大統領であるジョージ・W・ブッシュが京都議定書への不支持を表明した際には、外務副大臣の荒木清寛、経済産業大臣政務官の西川太一郎とともに政府代表団を結成した。この政府代表団は同国を訪問し、ブッシュ政権に対して京都議定書の受け入れを働きかけた。

#### 小泉政権
2002年、第1次小泉第1次改造内閣で、農林水産大臣政務官に就任した。就任に際して、熊谷は「私は百姓である。農業が抱えている現場の問題を政府に提示し､解決を目指して実行するのが、私の責務である」と述べ、自身の信条を表明しつつ「その私が､政府側に入って何をどうする、と言う心境である」と率直に語った。そのうえで熊谷は「百姓人生の集大成」として「現場の望みに応える農政を政府の中から実行する」との決意を語った。
2003年の第43回衆議院議員総選挙には立候補せず、政界から引退した。同年、旭日中綬章受章。

### 政界引退後
2024年8月2日、慢性心不全のため、宮城県大和町の病院で死去した。96歳没。死没日付を持って、正五位に叙された。

## 政策
農業協同組合の出身であることから、農政に明るい。「第一次産業の振興に全力を傾注してきました。党の検討部会は皆勤です」と語るなど、農業を含む第一次産業の発展に力を注いだ。また、自由民主党の政務調査会では、農林部会の副部会長や部会長代理を務めたが、そのほかにも、環境部会の副部会長や国防部会の副部会長も務めており、環境や安全保障といった分野にも取り組んだ。

## 人物
自身の信条として「百術不如一誠」、人生哲学として「誠実一路」を挙げている。また、趣味や特技としては、ハーモニカの演奏や自然薯掘りなどを挙げており、特に自然薯の収穫については「自然薯掘りは名人技」と語っている。
妻とは幼馴染であり、「他人にはこの生き様が“かたぶつ”に映る。そんな私でも、人を恋する心は持ち合わせている。妻とは生まれた時から地続きで、幼なじみを超えた恋心を抱いていたようだ。そんな思い出が山ほどある」と語っている。

## 略歴
- 1928年 - 誕生。
- 1946年 - 宮城県黒川農学校卒業。
- 1960年 - 大和町鶴巣農業協同組合理事。
- 1965年 - 大和町公民館館長。
- 1990年 - 大和町鶴巣農業協同組合組合長。
- 1995年 - 宮城県農業協同組合長会会長。
- 1995年 - 宮城県農業協同組合政治連盟会長。
- 1995年 - 全国農業者農政運動組織協議会副会長。
- 1996年 - 第41回衆議院議員総選挙当選。
- 1996年 - 自由民主党組織本部農林水産関係団体委員会副委員長。
- 1998年 - 全国農業者農政運動組織協議会常任顧問。
- 1999年 - 自由民主党政務調査会農林部会副部会長。
- 2000年 - 第42回衆議院議員総選挙当選。
- 2000年 - 自由民主党政務調査会環境部会副部会長。
- 2000年 - 自由民主党東北地方開発委員会副委員長。
- 2000年 - 自由民主党組織本部生活安全関係団体委員会副委員長。
- 2001年 - 環境大臣政務官（第2次森改造内閣（中央省庁再編後））。
- 2001年 - 自由民主党政務調査会農林水産部会部会長代理。
- 2001年 - 自由民主党政務調査会国防部会副部会長。
- 2001年 - 自由民主党組織本部運輸・交通関係団体委員会副委員長。
- 2002年 - 自由民主党組織本部農林水産関係団体委員会委員長。
- 2002年 - 衆議院環境委員会理事。
- 2002年 - 農林水産大臣政務官（第1次小泉第1次改造内閣）。